# Nolana paradoxa
Nolana paradoxa là loài thực vật có hoa trong họ Cà. Loài này được Lindl. mô tả khoa học đầu tiên năm 1825.